# Nyasa Big Bullets Football Club
Actualités
Le Nyasa Big Bullets Football Club est un club malawite de football basé à Blantyre et fondé à la fin des années 1960 à partir du MTL Wanderers. Le FC Bullets est le plus titré de l'histoire récente du pays, avec notamment une série de sept titres de champion consécutifs remportés entre 1999 et 2005. Initialement baptisé Bata Bullets, le club change de nom à plusieurs reprises.

## Histoire
Sous le nom des Bakili Bullets (choisi en 2003 en hommage au président du Malawi de l'époque Bakili Muluzi), l'équipe parvient à se qualifier pour la phase de groupes de la Ligue des champions africaine en 2004, après avoir éliminé le Villa SC, le Zanaco Football Club et les sud-africains d'Orlando Pirates. Malgré une victoire sur Africa Sports, ils terminent à la quatrième place de leur groupe. Cette performance constitue le meilleur résultat d'un club malawite dans une compétition continentale[réf. nécessaire].

## Palmarès
- Championnat du Malawi (17)
  - Champion : 1986, 1991, 1992, 1999, 2000, 2001, 2002, 2003, 2004, 2005, 2014, 2015, 2018, 2019, 2021, 2022, 2023

- Coupe du Malawi (1)
  - Vainqueur : 2022
  - Finaliste : 2008, 2015

- Coupe Kagame inter-club
  - Finaliste : 2021